# Katharsis (gra komputerowa)
Katharsis, wcześniej jako Aquafight – strzelanka wyprodukowana w roku 1997 przez Metropolis Software.

## Fabuła
W roku 2616 z powierzchni Ziemi odleciał statek z tysiącem osadników na pokładzie. Kontakt ze statkiem o nazwie Terrae  urwał się po 18 miesiącach. W roku 4720, kiedy to zawiązuje się akcja gry, Ziemia została zaatakowana przez obce statki kosmiczne. Zadaniem gracza jest poznanie losów statku kolonizacyjnego. Gra oferowała 20 poziomów, z których połowa rozgrywała się w przestrzeni kosmicznej, druga połowa zaś pod wodą, choć poruszanie statkiem było niezależne od środowiska.

## Rozgrywka
Odmiennie, niż w przypadku poprzednich gier, takich, jak Defender, gdzie przeciwnicy poruszali się po z góry ustalonych torach, w Katharsis reagowali oni na poczynania gracza. Mimo dwuwymiarowego charakteru gry, wszystkie obiekty były trójwymiarowe i cieniowane w czasie rzeczywistym, udał się też uzyskać płynność animacji na poziomie 60 klatek na sekundę przy wysokiej rozdzielczości.

## Odbiór
Wraz z Fire Fight była najlepszą wizytówką ówczesnego polskiego gamedevu. Zebrała przychylne recenzje we polskich mediach, ale niewysoka sprzedaż spowodowała zerwanie współpracy Metropolis Software i CD Projekt.